# Metabraxas phidola
Metabraxas phidola là một loài bướm đêm trong họ Geometridae.